# Wolodymyr Kuz

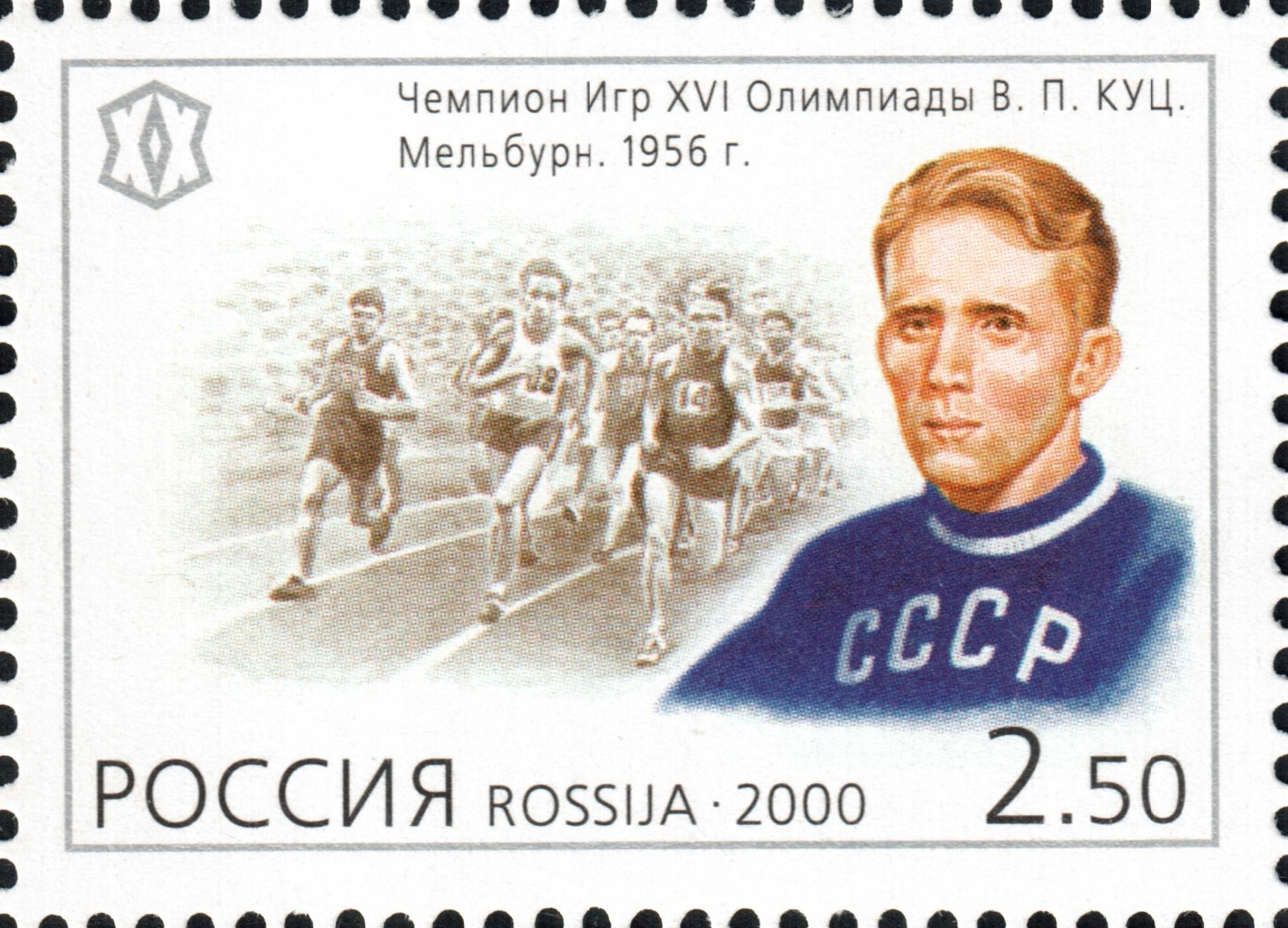

Wolodymyr Petrowytsch Kuz (ukrainisch Володимир Петрович Куц; russisch Владимир Петрович Куц / Wladimir Petrowitsch Kuz; * 7. Februar 1927 in Oleksyne, Oblast Sumy, Ukrainische SSR, Sowjetunion; † 16. August 1975 in Moskau, Sowjetunion) war ein Leichtathlet aus der Sowjetunion, der sich als Langstreckenläufer spezialisiert hatte.

## Biografie
Kuz, der während seiner gesamten sportlichen Karriere als Offizier in der Roten Armee diente, wurde 1954 erstmals international bekannt. Bei den Europameisterschaften in Bern bezwang er im 5000-Meter-Rennen die meistgenannten Favoriten, den Tschechen Emil Zátopek und den Briten Christopher Chataway; dabei stellte er gleich einen neuen Weltrekord auf. 1955 verlor er diesen Weltrekord an Chataway, eroberte sich aber die Bestmarke nur zehn Tage später wieder zurück.
Kuz war einer der Topfavoriten bei den Olympischen Spielen 1956 in Melbourne. Kurz vor den Spielen hatte er über 10.000 Meter einen neuen Weltrekord aufgestellt. Im Finale des olympischen 10.000-Meter-Rennens führte Kuz von Beginn weg und ließ der Konkurrenz keine Chance. Das 5000-Meter-Rennen fünf Tage später war nur eine Formsache, und Kuz gewann seine zweite Goldmedaille.
Er verbesserte am 13. Oktober 1957 den 5000-Meter-Weltrekord auf 13:35,0 min, diese Zeit sollte erst 1965 von Ron Clarke unterboten werden. Kuz bekundete daraufhin immer mehr Mühe, mit den Besten der Welt mitzuhalten und trat 1959 vom Spitzensport zurück. Kuz starb 1975 in Moskau an einem Herzinfarkt im Alter von nur 48 Jahren. Er wurde auf dem Preobraschenskoje-Friedhof in Moskau beigesetzt.